# Bisdom Minna
Het bisdom Minna (Latijn: Dioecesis Minnaensis) is een rooms-katholiek bisdom met als zetel Minna, de hoofdstad van de staat Niger in Nigeria. Het bisdom is suffragaan aan het aartsbisdom Kaduna.

## Geschiedenis
Het bisdom werd opgericht op 9 november 1964, uit gebied van het aartsbisdom Kaduna, als de apostolische prefectuur Minna. Op 17 september 1973 werd het een bisdom. 
Het verloor tweemaal gebied bij de oprichting van de missio sui iuris Abuja (1981) en de apostolische prefectuur Kontagora (1995). 

## Parochies
In 2019 telde het bisdom 70 parochies. Het bisdom had in 2019 een oppervlakte van 36.031 km2 en telde 3.405.340 inwoners waarvan 2,6% rooms-katholiek was.

## Bisschoppen
- Edmund Joseph Fitzgibbon (25 november 1964 - 17 september 1973)
- Christopher Shaman Abba (17 september 1973 - 5 juli 1996)
- Martin Igwemezie Uzoukwu (5 juli 1996 - heden)
  - Luka Sylvester Gopep (hulpbisschop: 9 december 2020 - heden)

Kaduna (aartsbisdom) · Kafanchan · Kano · Kontagora · Minna · Sokoto · Zaria